# ACSC
ACSC (Alternative Closed Semi Closed Breathing Demand System) är ett andningssystem för dykare som utvecklades av AGA mellan 1977 och 1979. Systemet använder en blandning syre, kväve så kallad Nitrox. Avsikten var att skapa längre aktionstider för röjdykare på djup ned till 57 meter.
Systemet har en vikt på cirka 50 kg, och är innefattad i en kåpa som fästes på en mes, en bärram. Eftersom systemet är en återandningsapparat, en rebreather ger inte dykaren av några synliga utandningsbubblor. Andningsgasen cirkuleras i andningskretsen och vid till exempel uppstigning så släpps överbliven gas ut via en slitsad gummipåse. Detta medför minimala gasbubblor på ytan. Utandningsluftens koldioxid filtreras i en kalkbehållare och gasen kan därigenom återinandas av dykaren med ett minimalt tillskott av syre. Tillförseln av Nitrox styrs av den andade volymen genom en mekanism som efter en viss andad volym (några andetag) tillsätter nitrox via en doscerflaska, därav namnet ACSC (Alternative Closed Semi Closed Breathing Demand System).
Det centrala i apparatens konstruktion är att man antar att den andade volymen är ca 25 gånger syreförbrukningen.
Två gasblandningar kan användas till apparaten, en med högre syrehalt för grundare dykning och kortare dekompression, och en med en lägre oxygenhalt för dykning till 57 meter och dekompression motsvarande luft. Dessa gaser kallas röd respektive grön efter färgmärkningen på gasflaska och docerflaska. 
AGA:s dykverksamhet har sedermera brutits ut i Interspiro AB som utvecklat efterföljarna DCSC och IS-MIX. Dessa apparater arbetar enligt en liknande, men kontinuerlig princip.